# お芳
お芳（およし、生没年不詳）は、江戸時代の女性で、15代将軍・徳川慶喜の妾。側室と表記される場合もある。

## 生涯
江戸の町火消・新門辰五郎の娘として生まれる。母は町田仁右衛門の娘・錦。その後、慶喜の妾となった。父・辰五郎は芳が慶喜の妾となったことで元治元年（1864年）に禁裏御守衛総督に任じられた慶喜が京都へ上洛する際、子分を率いて上洛して二条城の警備などを行った。
慶応4年1月6日（1868年）、慶喜と共に大坂城を脱出し、開陽丸に乗り込んで慶喜一行と共に江戸へ帰ったと記録されている。
明治維新以降、慶喜は新村信、中根幸以外の側室に暇を与えたとされ、慶喜に仕えることはなかった。

## 登場作品
テレビドラマ
- NHK大河ドラマ『徳川慶喜』（1998年） - 演：三國純楓→清水美砂

小説
- 『正室 慶喜と美賀子』（2013年、講談社 著：林真理子）